# Platon (Łobankow)
Platon, imię świeckie Piotr Jegorowicz Łobankow (ur. 5 listopada 1927 w Kazince, zm. 1975) – rosyjski biskup prawosławny.
Pochodził z rodziny chłopskiej. Po ukończeniu siedmioklasowej szkoły i kursów zawodowych pracował w miejscowości Krasnooktiabrskij na stacji maszyn i traktorów (w rachunkowości). W 1953 wstąpił jako posłusznik do Monasteru Pskowsko-Pieczerskiej, zaś w roku następnym przeniósł się do Ławry Troicko-Siergijewskiej. 7 marca 1954 złożył tam wieczyste śluby zakonne. Miesiąc później patriarcha Aleksy I wyświęcił go na hierodiakona.
W 1964 ukończył studia teologiczne w Moskiewskiej Akademii Duchownej. Będąc studentem pierwszego roku przyjął święcenia na hieromnicha. Jego rozprawa kandydacka poświęcona była tekstom metropolity moskiewskiego Platona. 22 grudnia 1964 otrzymał godność ihumena i został przełożonym Ławry Troicko-Siergijewskiej. Następnie otrzymał godność archimandryty.
2 czerwca 1970 Święty Synod Rosyjskiego Kościoła Prawosławnego nominował go na biskupa argentyńskiego, egzarchę Ameryki Środkowej i Południowej. Jego chirotonia miała miejsce 18 lipca tego samego roku pod przewodnictwem locum tenens Patriarchatu Moskiewskiego, metropolity krutickiego i kołomieńskiego Pimena. W 1971 został skierowany do eparchii taszkenckiej i Azji Środkowej jako jej wikariusz z tytułem biskupa samarkandzkiego, następnie zaś jako jej ordynariusz. W 1972 przeniesiony na katedrę woroneską i lipiecką. Zmarł w 1975.